# Mateiu Ion Caragiale
Mateiu Ion Caragiale (ur. 25 marca 1885 w Bukareszcie  – zm. 17 stycznia 1936 w Bukareszcie) – rumuński prozaik i poeta; nieślubny syn Iona Luki Caragiale. 

## Życie

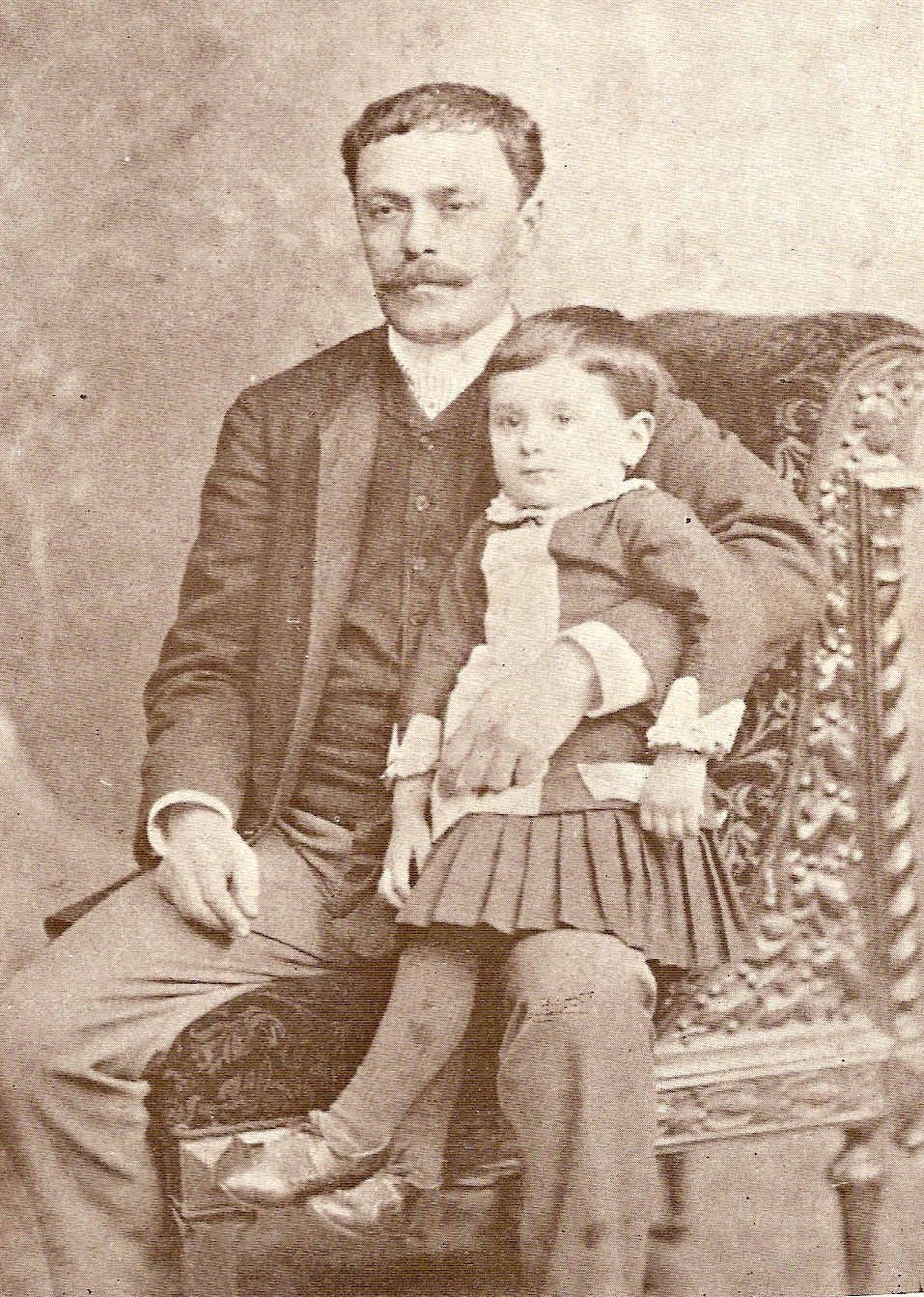
Mateiu Ion Caragiale ze swym ojcem

Od 1903 roku studiował prawo na Uniwersytecie Bukareszteńskim oraz w Berlinie (gdzie przebywał na emigracji jego ojciec), lecz nauk nie dokończył. W latach 1912–1914 pracował jako kierownik sekretariatu na rumuńskim ministerstwie prac publicznych, w okresie 1919-1921 jako dyrektor wydziału prasy zagranicznej na ministerstwie spraw wewnętrznych. Oprócz pracy w sektorze publicznym poświęcał się tylko literaturze a na końcu życia również heraldyce.

## Twórczość

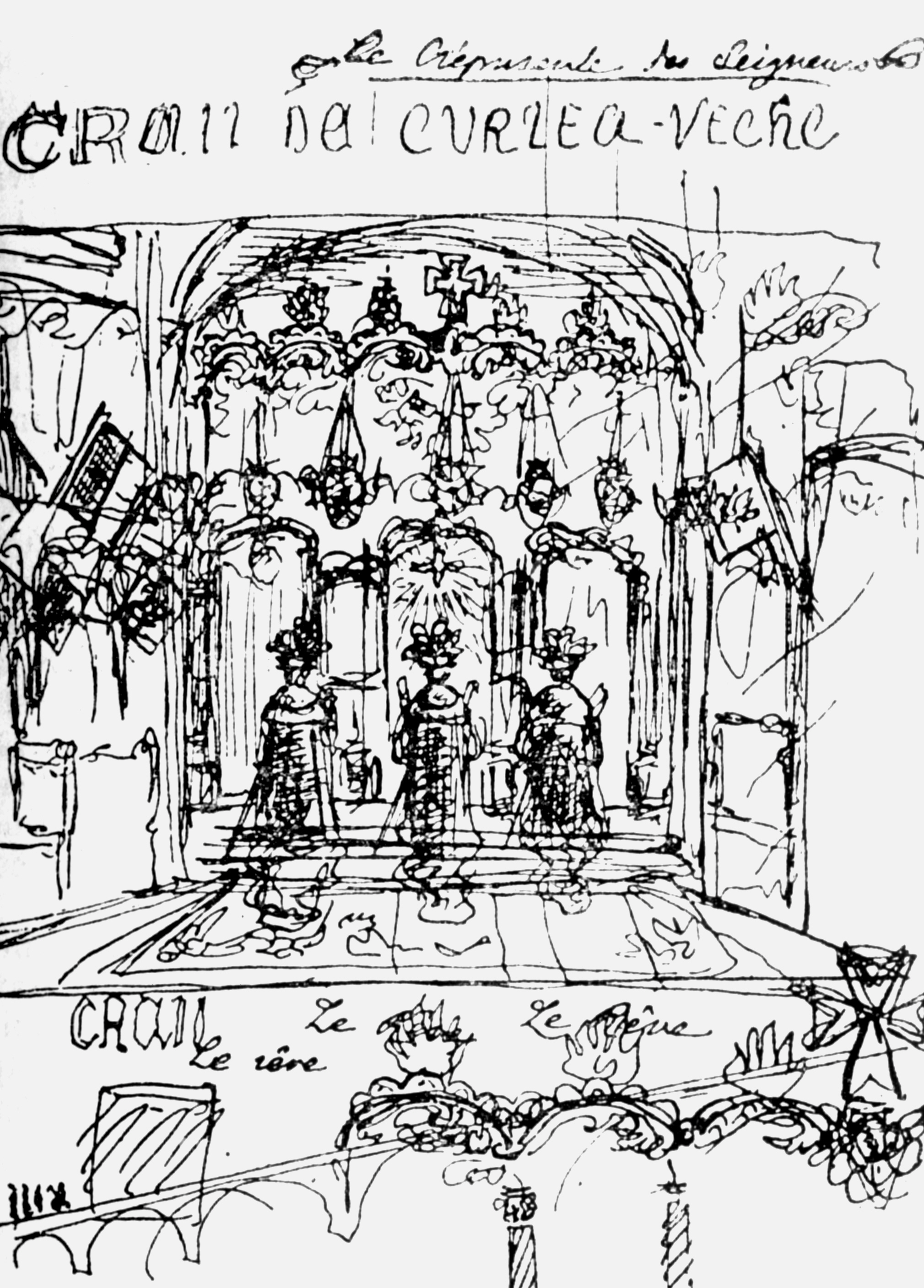
Ilustracja do książki Fanfaroni ze Starego Dworu

W młodości publikował w czasopismach parnasistyczne wiersze ewokujące średniowiecze i jego fikcyjnych bohaterów (tom Pajere, rum. Orlice, wydany pośmiertnie w 1936 r.). W prozie jest najwyraźniejszym przedstawicielem rumuńskiej dekadencji literackiej oraz fin de siècle. Jej manifestem stała się nowela Remember (1924), której akcja toczy się w kosmopolitycznym środowisku Berlina. Główną postacią noweli jest ekstrawagancki dandys, cierpiący za sprawą wewnętrznego, głębokiego poczucia chaosu. W najsłynniejszej swojej powieści Fanfaroni ze Starego Dworu (1929) Mateiu Caragiale łączy otoczoną przez siebie kultem estetykę z zamiłowaniem do bałkańskiego kolorytu i argotycznego słownictwa. Wyraża nostalgiczny podziw i tęsknotę za starą arystokracją rumuńską, zarazem wszak realistycznie oraz z pewnymi elementami groteski prezentuje atmosferę Bukaresztu na początku XX wieku. Druga powieść z planowanej "bałkańskiej trylogii" Sub pecetea tainei (Pod pieczęcią tajemnicy, publikowana w czasopismach w latach 1930–1933), została niedokończona. 

## Dzieła
- 1924 - Remember (nowela, Bukareszt: Editura "Cultura Națională").
- 1929 - Fanfaroni ze Starego Dworu (Craii de Cuertea Veche, powieść, Bukareszt: Editura "Cartea Românească").
- 1936 - Pajere (Orlice, tom wierszy, Bukareszt: Editura "Cultura Națională").
- 1936 - Opere (dzieła, Bukareszt: Fundația pentru Literatură și Artă "Regele Carol II").